# Preferenza
In psicologia, economia e filosofia, la preferenza è un termine tecnico utilizzato nelle scienze sociali, che assume l'idea di una scelta (reale o immaginata) tra alternative, e la possibilità di ordinare  per importanza queste alternative, sulla base della felicità, soddisfazione, piacere e utilità che esse forniscono. Nelle scienze cognitive, le preferenze individuali permettono la scelta di obiettivi (goal).